# Xã Guthrie, Quận White, Arkansas
Xã Guthrie (tiếng Anh: Guthrie Township) là một xã thuộc quận White, tiểu bang Arkansas, Hoa Kỳ. Năm 2010, dân số của xã này là 1.045 người.